# Tom Krommendijk
Tom Marnix Krommendijk (Wageningen, 4 november 1966 – Enschede, 25 augustus 1990) was een Nederlandse voetballer.
Krommendijk begon met voetballen bij de jeugd van SKV in Wageningen. Zijn debuut als profspeler kwam bij FC Wageningen in de Eerste divisie tegen De Graafschap. Na iets meer dan drie seizoenen tekende de aanvaller bij AZ uit Alkmaar. Het daaropvolgende jaar ging hij voor 150.000 gulden naar Feyenoord. Krommendijk had ondertussen al jeugd en olympische selecties verzameld en gold als een groot talent. Maar al snel werd hij uitgeleend aan het Belgische Cercle Brugge. Na nog een jaartje bij Feyenoord, waar hij weinig aan spelen toekwam, verkaste hij in de zomer van 1990 naar FC Twente, waar hij een tweejarig contract tekende.
Bij de eerste competitiewedstrijd van het seizoen, op 24 augustus 1990 uit tegen Roda JC (1-2), was Krommendijk reserve. Onderweg naar huis na afloop van deze wedstrijd kwam hij bij een auto-ongeval tussen Enschede en zijn woonplaats Hengelo op 23-jarige leeftijd om het leven.

## Carrière
| Seizoen   | Club          | Competitie     | Weds. | Goals |
| --------- | ------------- | -------------- | ----- | ----- |
| 1984/1985 | FC Wageningen | Eerste divisie | 21    | 3     |
| 1985/1986 | FC Wageningen | Eerste divisie | 33    | 12    |
| 1986/1987 | FC Wageningen | Eerste divisie | 18    | 9     |
| 1987/1988 | FC Wageningen | Eerste divisie | 2     | 0     |
| 1987/1988 | AZ            | Eredivisie     | 11    | 5     |
| 1988/1989 | Feyenoord     | Eredivisie     | 1     | 0     |
| 1988/1989 | Cercle Brugge | Eerste klasse  | 15    | 2     |
| 1989/1990 | Feyenoord     | Eredivisie     | 7     | 2     |
| 1990/1991 | FC Twente     | Eredivisie     | 0     | 0     |